# Герб Краснозаводська
Міське поселення Краснозаводськ має власну символіку — герб та прапор. Основа міської геральдики — зображення куниці на червоному та зеленому полі.

## Опис герба
У червленому і зеленому полі вписано срібну куницю, яка біжить вниз та обернута назад. Супроводжується у червленні сімома розташованими зліва в дугу чотирьохпроменевими зірками.
Краснозаводськ розташовано на правому березі річки Куньї, що відображено в гербі срібним водяним потоком у вигляді куниці. Куниця, як цінна пушна тварина, символізує благополуччя мешканців поселення.
Срібло — символ чистоти, ясності, відкритості, божественної мудрості, примирення. Зірки у гербі символізують Краснозаводський хімічний завод, який є містоутворюючим підприємством. Сім зірок означає що саме 7 жовтня 1940 року робітниче селище Краснозаводський перетворено в місто Краснозаводськ. Золото — символ вищої цінності, величі, велтиткодушності, багатства, врожаю. Червоний колір вказує на першу частину назви поселення. Червоний колір — символ мужності, життєствердної сили і краси, свята, праці. Зелений колір алегорично показує околиці міста, велику кількість садів та скверів у місті а також села Семенково та Рогачово, які входять до складу міського поселення. Зелений колір — символ весни, здоров'я, природи, надії.

## Історія герба
Герб затверджено рішенням Ради депутатів міського поселення Краснозаводськ Московської області 15 жовтня 2007 року, перезатверджений 23 липня 2010 та 9 вересня 2010 року
.